# Leif Möller (Basketballspieler)
Leif Möller (* 14. Juni 2003 in Wedel) ist ein deutsch-isländischer Basketballspieler.

## Werdegang
Der Sohn einer isländischen Mutter und des ehemaligen Bundesligaspielers Olaf Möller spielte als Jugendlicher neben Basketball (ab 2010) auch Fußball und Tennis. Wie sein Vater entstammt er aus dem Nachwuchs des SC Rist Wedel. Leif Möller spielte ab 2016 dann zusätzlich in der Jugend-Basketball-Bundesliga (JBBL) für die Piraten Hamburg (Nachwuchsmannschaft der Hamburg Towers), führte die Mannschaft in der Saison 2018/19 mit 21,3 Punkten je Begegnung an und bereitete statistisch je Spiel 3,5 Korberfolge seiner Nebenleute vor. Im April 2019 ließ er mit 41 Punkten in einem Viertelfinalspiel gegen den TuS Lichterfelde aufhorchen. 2018 wechselte er vom Wedeler Johann-Rist-Gymnasium auf die Eliteschule des Sports in Hamburg. In der Saison 2019/20 war er in der Nachwuchs-Basketball-Bundesliga (NBBL) mit 16 Punkten je Begegnung der beste Korbschütze der Hamburg Towers. Er traf im Saisonverlauf 47,2 Prozent seiner Dreipunktewürfe. Im Frühjahr 2020 nahm er auf Einladung des FC Bayern München am Jugendturnier der EuroLeague (Adidas Next Generation Tournament) teil.
Im Herrenbereich gab er in der Saison 2019/20 seinen Einstand für Rist Wedel in der 2. Bundesliga ProB, im Sommer 2020 wurde er von den Hamburg Towers mit einem Profivertrag ausgestattet und spielte weiterhin für Wedel in der 2. Bundesliga ProB. Zur Saison 2022/23 rückte er als festes Mitglied ins Bundesliga-Aufgebot der Hamburger auf. Unter Trainer Raoul Korner bestritt Möller am 1. Oktober 2022 für Hamburg seinen ersten Einsatz in der Basketball-Bundesliga. Er wurde durch mehrere Verletzungen zurückgeworfen.
Im November 2022 wurde Möller erstmals auch im EuroCup aufs Spielfeld geschickt und kam in dem Wettbewerb dann mit dem Beginn des Spieljahres 2023/24 regelmäßig zum Einsatz. Im Februar 2024 verlängerte er seinen Vertrag bei den Hamburgern vorzeitig bis 2026. 2025 entschied sich Möller dann jedoch zu einem Wechsel in die Vereinigten Staaten an die University of Evansville.

### Nationalmannschaft
Im Altersbereich U15 wurde Möller in die isländische Jugendnationalmannschaft berufen, für die er Länderspiele bestritt. Später wurde er deutscher Jugendnationalspieler. Er spielte für Deutschland 2021 im Rahmen der „U18-FIBA-Challenger“ und wurde 2022 sowie 2023 ins U20-Aufgebot des Deutschen Basketball Bunds (DBB) aufgenommen.